# Municipio de Greenwood (condado de Poinsett)
El municipio de Greenwood (en inglés: Greenwood Township) es un municipio ubicado en el condado de Poinsett en el estado estadounidense de Arkansas. En el año 2010 tenía una población de 2492 habitantes y una densidad poblacional de 10,33 personas por km².

## Geografía
El municipio de Greenwood se encuentra ubicado en las coordenadas 35°37′29″N 90°22′3″O / 35.62472, -90.36750. Según la Oficina del Censo de los Estados Unidos, el municipio tiene una superficie total de 241.18 km², de la cual 239,4 km² corresponden a tierra firme y (0,74 %) 1,78 km² es agua.

## Demografía
Según el censo de 2010, había 2492 personas residiendo en el municipio de Greenwood. La densidad de población era de 10,33 hab./km². De los 2492 habitantes, el municipio de Greenwood estaba compuesto por el 83,99 % blancos, el 11,88 % eran afroamericanos, el 0,08 % eran amerindios, el 0,04 % eran asiáticos, el 2,45 % eran de otras razas y el 1,57 % eran de una mezcla de razas. Del total de la población el 3,85 % eran hispanos o latinos de cualquier raza.